# 7대 닥터
7대 닥터 (Seventh Doctor, 일곱 번째 닥터)는 영국 BBC의 텔레비전 SF 드라마 《닥터 후》의 주인공인 닥터의 생애 중 하나이다. 배우 실베스터 매코이가 배역을 맡았다. 드라마 설정상 닥터는 갈리프레이 행성 출신의 외계 종족 타임로드로, 타디스란 타임머신을 타고 동행자와 함께 시공간을 여행한다. 닥터는 죽음에 직면하면 재생성을 거치며, 닥터의 모습과 성격이 변화하게 된다.
실베스터 매코이가 맡은 7대 닥터는 엉뚱하면서도 사려깊은 성격의 닥터로, 금세 속을 알 수 없고 비밀스러우며 남을 잘 이용하는 성격으로 변한다는 묘사다. 7대 닥터의 첫 동행자는 멜라니 부시 (보니 랭퍼드)로, 6대 닥터와 여행하던 컴퓨터 프로그래머다. 그 다음으로 불량 여학생이자 폭탄 전문가인 에이스 (소피 올드레드)가 동행자이자 멘티로 활약한다.
1987년 시즌 24에서 처음으로 등장하였으며 1989년 말 드라마가 무기한 휴방될 때까지 활약하였다. 휴방 이후에도 90년대 말까지 여러 소설판에서 주인공으로 다뤄졌다. 1996년 TV 영화 《닥터 후》의 초반 부분에서 등장하여 8대 닥터 (폴 맥갠)으로 재생성하는 묘사가 다뤄졌다.

## 같이 보기
- 닥터 후의 역사